# Fallschirm-Sturmgeschütz-Brigade 12
De Sturmgeschütz-Abteilung 2 der Luftwaffe / Sturmgeschütz-Brigade 2 der Luftwaffe / Fallschirm-Sturmgeschütz-Brigade 12 / Fallschirm-Sturmgeschütz-Brigade 121 was tijdens de Tweede Wereldoorlog een Duitse Sturmgeschütz-eenheid van de Luftwaffe ter grootte van een afdeling, uitgerust met gemechaniseerd geschut. Deze eenheid was een zogenaamde Heerestruppe, d.w.z. niet direct toegewezen aan een divisie, maar ressorterend onder een hoger commando, zoals een legerkorps of leger.
Onmiddellijk na de Slag om Kreta werden de Fallschirmjäger gedegradeerd naar grondtroepen. Tot eind 1943 hadden de Fallschirmjäger relatief zwakke antitankmiddelen ter beschikking. Toen het aantal Fallschirmjäger-eenheden toenam, werd besloten dat het tijd was om ze zelfrijdende antitankeenheden (Sturmgeschützen) te geven. Deze Sturmgeschütz-eenheid kwam in actie aan het westfront gedurende zijn hele bestaan.

## Krijgsgeschiedenis

### Sturmgeschütz-Abteilung 2 der Luftwaffe / Sturmgeschütz-Brigade 2 der Luftwaffe
Sturmgeschütz-Abteilung 2 der Luftwaffe werd opgericht in januari 1944 en was bedoeld als Korpstruppe voor het 2e Parachutistenkorps.
In de winter 1943/44 werden vrijwilligers gevraagd voor twee Luftwaffe Sturmgeschütz-Abteilungen. De officieren en kanonniers werden naar de  Sturmgeschutz Schule in Burg en Altengrabow gestuurd, de rest naar Neiße. Training duurde tot 23 maart 1944 en het personeel vormde vanaf 24 maart 1944 o.a. de Sturmgeschütz-Brigade 2 der Luftwaffe en werd naar Frankrijk gestuurd zonder Sturmgeschützen, naar het gebied rond Melun en kort daarna naar Donnemarie-Dontilly.

### Fallschirm-Sturmgeschütz-Brigade 12
Op 1 juni 1944 werd de brigade omgedoopt in Fallschirm-Sturmgeschütz-Brigade 12, maar beschikte nog steeds niet over (al) zijn Sturmgeschützen. Bij het begin van de landingen in Normandië werd de brigade gealarmeerd en was vanaf 15 juni 1944 onder bevel van het daar vechtende 2e Parachutistenkorps. In de daaropvolgende twee maanden volgden harde gevechten in het bruggenhoofd, meest onder bevel van de 3e Paradivisie, o.a. bij Saint-Lô. De brigade kon in augustus ontsnappen uit de Falaise pocket. Zo’n 60% van de gevechtsbatterijen en 90% van de verzorgingstroepen ontsnapten over de Seine en gingen verder terug naar Duitsland via Rouen, Saint-Quentin, Namen, Luik naar Keulen-Wahn. Slechts een StuH 42 kwam daarheen terug. Hier werd in september de brigade deels herbouwd (tot totaal vijf StuG’s). Maar al snel moest de brigade in actie komen. Onder bevel van de Paradivisie Erdmann, later 7e Paradivisie werd aan de oostelijke zijkant van de corridor gevochten en was eind september bij Wyler. Begin januari 1945 werd de brigade bij Amersfoort weer op sterkte gebracht. Voor de Slag om het Reichswald begin februari 1945 werd de brigade weer toegevoegd aan de 7e Paradivisie, voerde daar zware defensieve gevechten, landde in het bruggenhoofd Wezel en stak uiteindelijk op 8/9 maart 1945 de Rijn en ging daarachter in stelling. Na de Britse oversteek over de Rijn in Operatie Plunder op 23/24 maart 1945, ging de brigade onder de 7e Paradivisie terug naar het noorden. 

### Fallschirm-Sturmgeschütz-Brigade 121
De brigade werd op 28 maart 1945 omgedoopt in Fallschirm-Sturmgeschütz-Brigade 121. Via Bocholt, Winterswijk, Bad Bentheim en Edewecht trok de brigade terug naar Cuxhaven, dat op 4 mei bereikt werd.

### Einde
De Fallschirm-Sturmgeschütz-Brigade 121 capituleerde op 8 mei 1945 in Cuxhaven.

## Samenstelling
- Staf
- 1e Batterij
- 2e Batterij
- 3e Batterij
- 4e Batterij

## Commandanten
| Rang                  | Naam             | Begin         | Eind       |
| --------------------- | ---------------- | ------------- | ---------- |
| Hauptmann later Major | Günter Gersteuer | 24 maart 1944 | 8 mei 1945 |